# Козацький Степ
Козацький Степ (рос. Казацкая Степь) — селище у Губкінському районі Бєлгородської області Російської Федерації.
Населення становить 495  осіб. Входить до складу муніципального утворення Губкінський міський округ, Троїцька територіальна адміністрація.

## Історія
Населений пункт розташований у східній частині української суцільної етнічної території — східній Слобожанщині.
Згідно із законом від 20 грудня 2004 року № 159 від у 2004—2007 роках органом місцевого самоврядування було міське поселення «Селище Троїцький».

## Населення
| 2002 | 2010 | 2011 | 2013 | 2015 | 2016 |
| ---- | ---- | ---- | ---- | ---- | ---- |
| 490  | ↘483 | ↗490 | ↗495 | →495 | →495 |